# 格里马
格里马（德語：Grimma，發音：[ˈɡʁɪma] ⓘ，發音：[ˈɡʁʲima]）是德国萨克森州莱比锡县的城市，曾是穆尔德河谷县的县治，面积218.25平方千米，2023年12月31日人口为28,269人。

## 友好城市
格里马与以下城市结为友好城市：
- 法國 布龙
- 以色列 基色（英语：Gezer）
- 加拿大 勒杜克
- 德国 吕德斯海姆联合市镇（英语：Rüdesheim (Verbandsgemeinde)）
- 德国 魏恩加滕